# Burg Zbiroh
Die Burg Zbiroh, auch Zbirohy genannt, befindet sich bei Malá Skála (Kleinskal) im Český ráj (Böhmisches Paradies) in Tschechien. Sie befindet sich auf einem Felsen über dem Fluss Jizera in etwa 452 m Höhe und 5 km nordwestlich von Turnov. Von der mittelalterlichen Burg sind heute nur noch ein Teil der Außenmauern, einige ausgehauene Räume und die Zisterne erhalten.

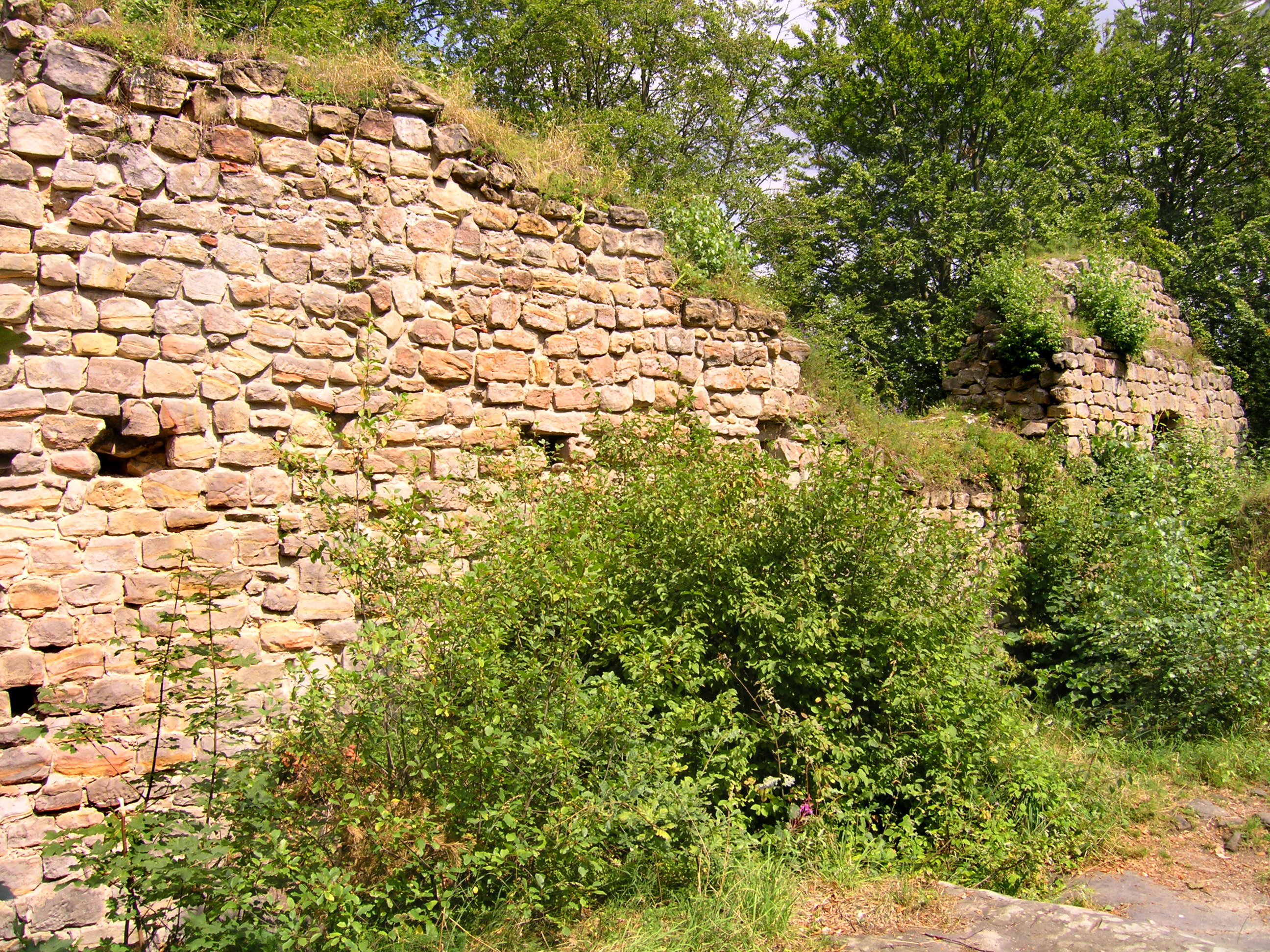
Burg Zbirohy

## Geschichte
Über die Geschichte der Burg ist nur wenig bekannt. Begründet wurde Zbiroh Anfang des 14. Jahrhunderts während der Herrschaft von König Wenzel IV. Burgherr war Marquardt von Wartenberg, welcher sich jedoch auch als Raubritter betätigte und Handelsreisende überfiel. 1388 wurde die Burg darum von königlichen Truppen erobert. Während der Hussitenkriege Anfang des 15. Jahrhunderts wurde Otto der Ältere von Bergow, Nachkomme des Adelsgeschlechts Lobdeburg, Eigentümer von Zbiroh. Während dieser Kriege brannte die Burg ab. Später war die Burg wiederum in der Hand von Raubrittern. Deshalb wurde sie im Jahr 1442 erobert und geschleift. 1448 wird die Burg als öd und verlassen bezeichnet.